# 绿叶悬钩子
绿叶悬钩子（学名：Rubus komarovii）为蔷薇科悬钩子属下的一个种。

## 扩展阅读
- 維基物種上的相關：绿叶悬钩子